# Anemonastrum narcissiflorum
Anemonastrum narcissiflorum ((L.) Holub, 1973), comunemente nota come anemone narcissino, è una piccola pianta, dai delicati fiori bianchi simili ai narcisi, appartenente alla famiglia delle Ranunculaceae, originaria di Europa centrale e meridionale.

## Etimologia
Il nome del genere Anemonastrum segue per la prima parte l'etimologia di Anemone. Questo nome è attribuito a Teofrasto e significa fiore del vento in riferimento alle fragili corolle variamente colorate che si agitano al minimo spirare del vento. Infatti in greco anemos = vento. Altri fanno derivare il nome del genere dal fiume Anemo che scorre presso Ravenna, dove si dice che per la prima volta gli antichi avrebbero scoperto questo fiore. Ma ci sono anche interpretazioni mitologiche: per i greci Anemone era la sposa di Zefiro (vento caldo dell'ovest che favoriva la nascita dei fiori e dei frutti).
Il suffisso -astrum deriva invece dal greco ἀστήρ (astér, ovvero astro) con riferimento alla forma stellata che caratterizza i fiori delle specie qui incluse.
L'epiteto specifico narcissiflorum si rifà alla somiglianza dei fiori di questa pianta con quelli delle specie appartenenti al genere Narcissus: difatti significa letteralmente "(simile ai) fiori di narciso".

## Descrizione

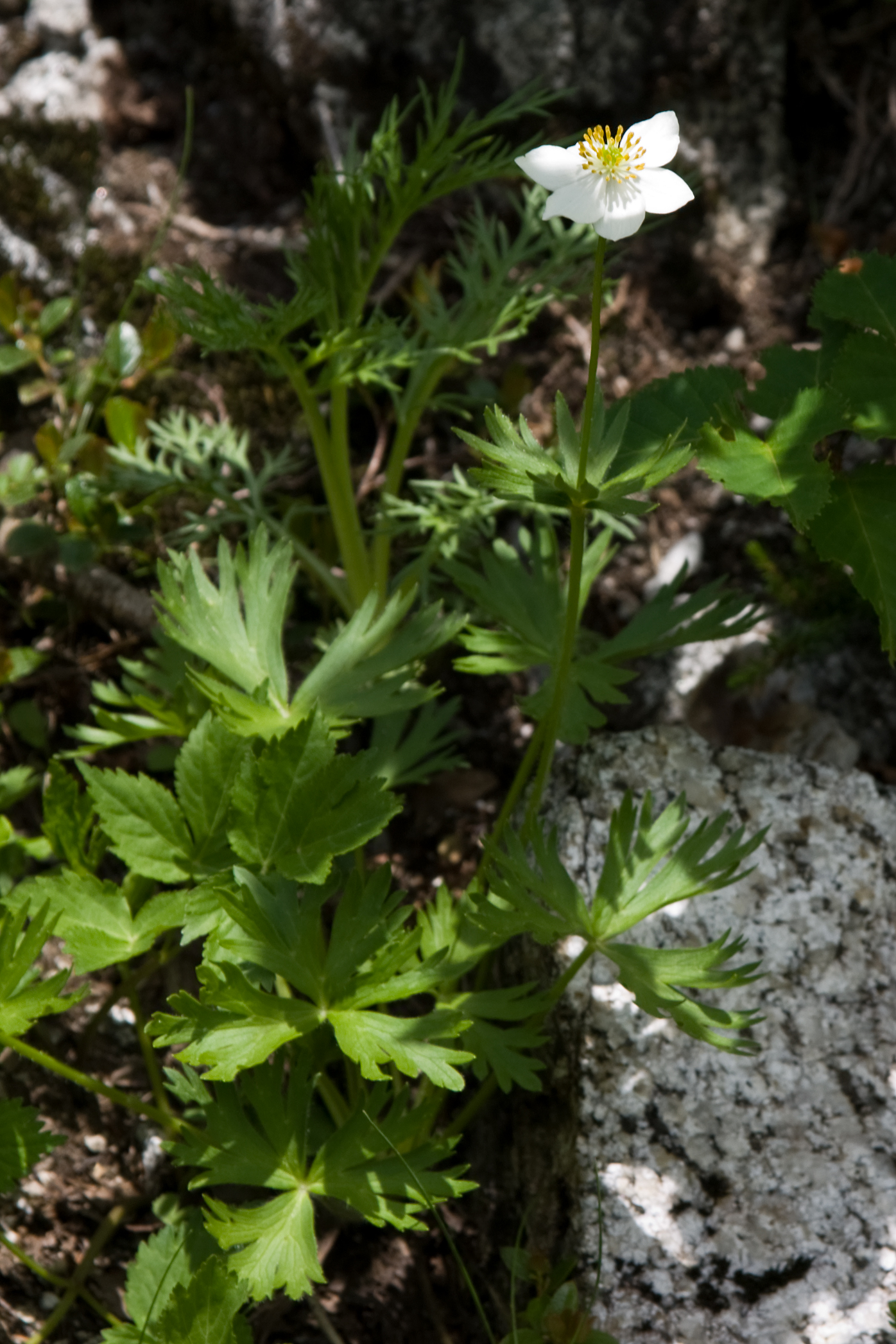
Il portamento

È una piccola pianta erbacea che raggiunge i 20 – 50 cm d'altezza. La forma biologica è definita come geofita rizomatosa (G rhiz), ossia è una pianta perenne che porta le gemme in posizione sotterranea. Durante la stagione avversa non presenta organi aerei e le gemme si trovano in organi sotterranei chiamati rizomi; un fusto sotterraneo dal quale, ogni anno, si dipartono radici e fusti aerei. Tutta la pianta è lanosa.
Da alcuni studi risulta che questi fiori contengono delle saponine triterpeniche: “narcissiflorine”, “narcissiflorinine” e “narcissifloridine”.

### Radici
Le radici sono secondarie da rizoma.

### Fusto
- Parte ipogea: la parte sotterranea del fusto è un rizoma avvolto da guaine brune.
- Parte epigea: la parte aerea è eretta, semplice con uno stelo piuttosto rigido e ricoperto da peluria di tipo lanosa.

### Foglie

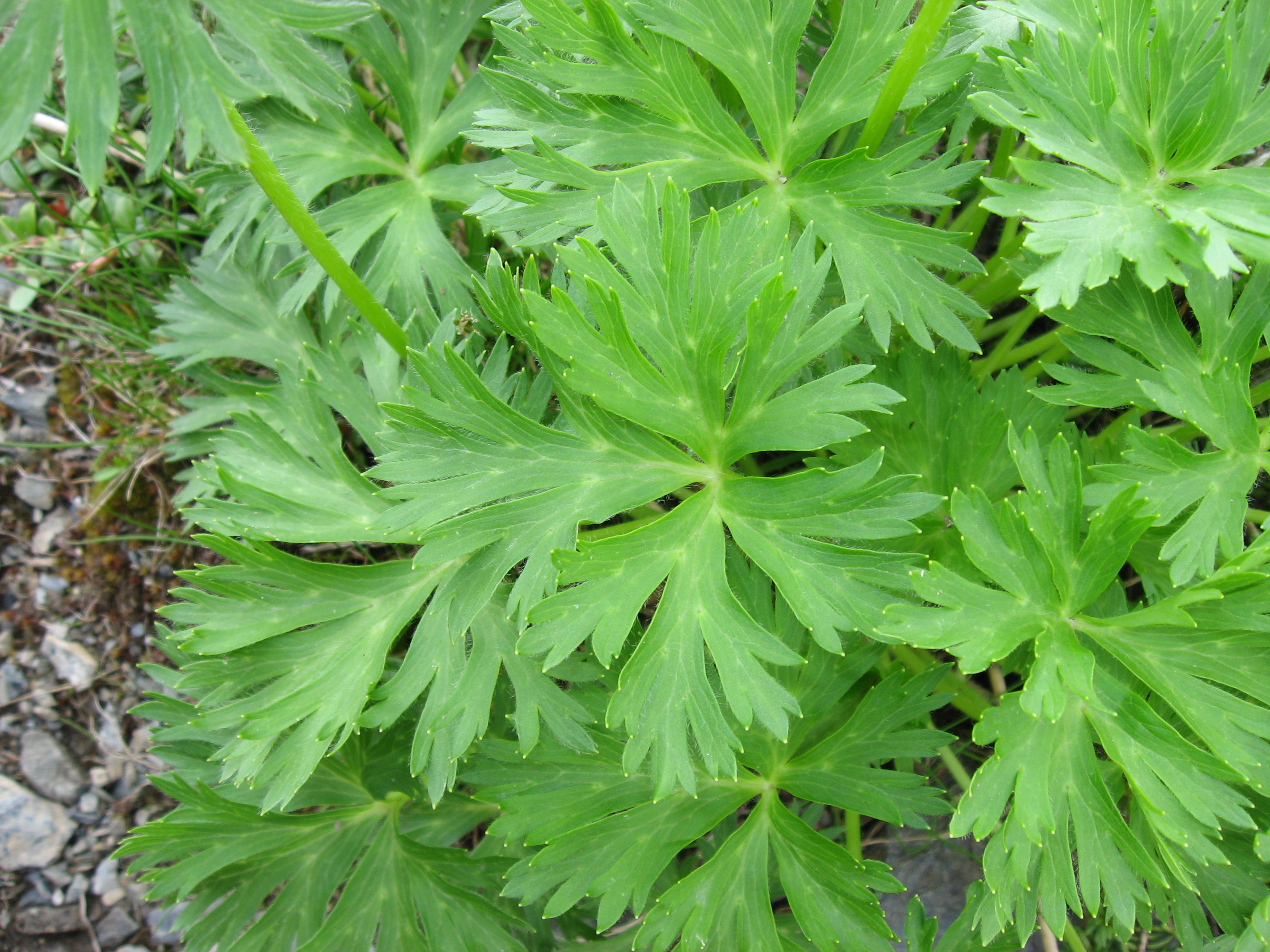
Le foglie

- Foglie radicali: le foglie radicali (da 3 a 10) sono picciolate; la lamina fogliare, di tipo palmato a perimetro pentagonale, è suddivisa in tre segmenti profondamente partiti in lacinie. A volte l'apice si presenta con dei margini incisi da pochi denti di tipo seghettato oppure cigliato. Lunghezza del picciolo: 1 dm (massimo 3 dm). Dimensione delle lacinie: larghezza 2 – 4 mm; lunghezza 20 – 30 mm.
- Foglie cauline: le foglie superiori (quelle cauline) sono picciolate e riunite in verticilli di 3; sono più o meno simili alle foglie radicali e nella parte superiore formano un involucro ascellante a protezione dell'infiorescenza.

### Infiorescenza

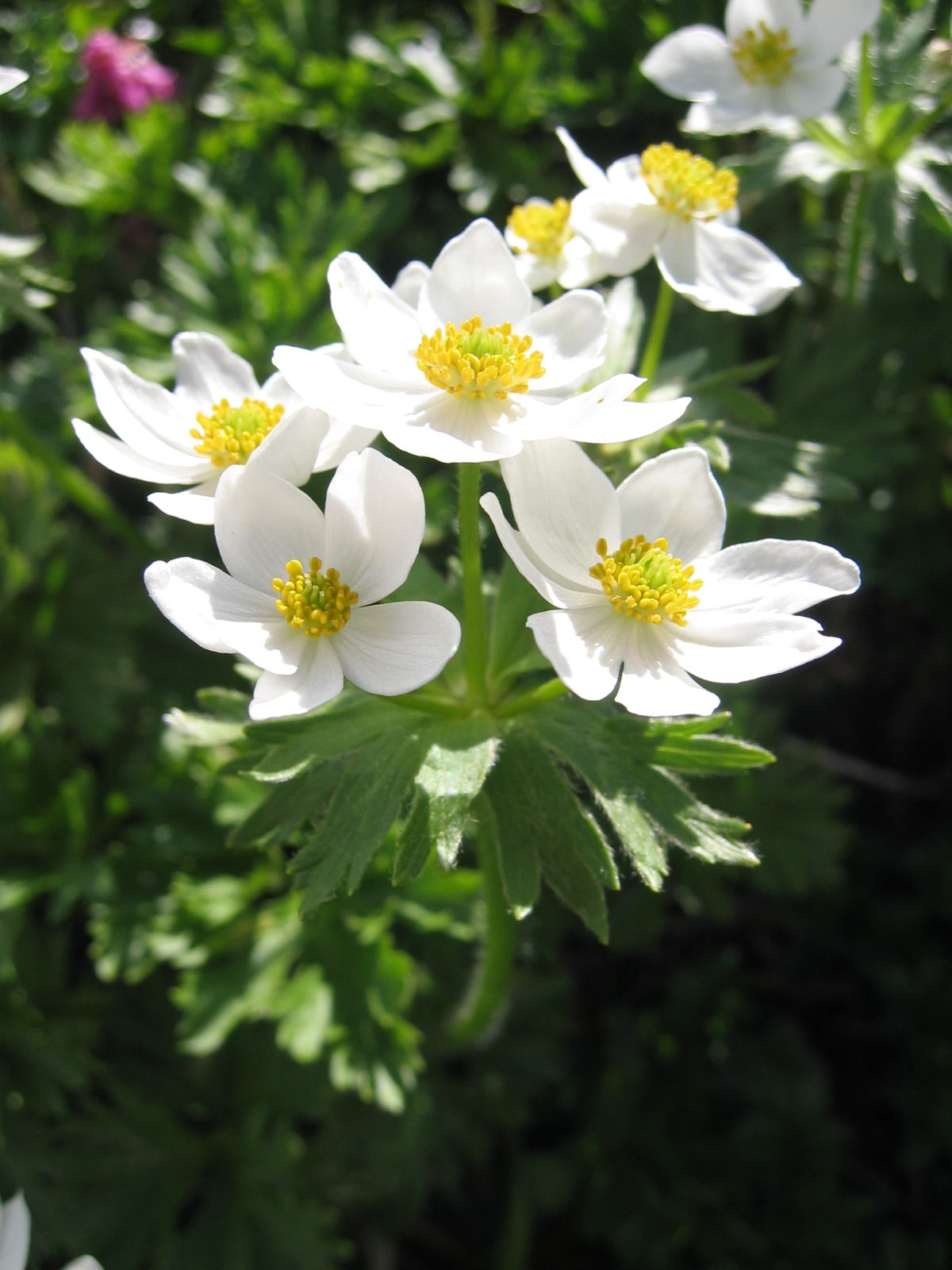
Infiorescenza

L'infiorescenza è formata da 2 - 8 fiori peduncolati (glabri o debolmente villosi) riuniti ad ombrelle che sorgono da brattee (partite anche queste con lobi di 10 – 30 mm).

### Fiore
I fiori sono attinomorfi, dialitepali con perianzio aploclamidato ossia formato da un solo verticillo di elementi più o meno indifferenziati (= tepali/petali). In questo tipo di fiore è presente la poliandria primaria, ossia una struttura primitiva (dal punto di vista evolutivo) caratterizzata da numerosi stami a disposizione spiralata. I nettari non sono presenti. I fiori sono di colore bianco, spesso sfumati ai bordi dei petali di rosso (o blu) oppure venate dello stesso colore (3 – 9 vene basali). Lunghezza del peduncolo: 2 – 4 cm. Diametro del fiore: 20 – 30 mm.
- Formula fiorale: per questa pianta viene indicata la seguente formula fiorale:

* K 0, C 5 - 9, A molti, G molti  (supero)
- Calice: il calice è assente (vedi sopra).
- Corolla: la corolla è generalmente costituita da 5 - 6 petali (massimo 9) a forma ellittica (possono essere considerati anche dei tepali di aspetto petaloide[5]). Dimensione dei petali: larghezza 5 – 6 mm: lunghezza 15 mm.
- Androceo: sono presente da 40 a 80 stami con antere gialle a forma cilindrica o subglobose. Il filamento è lineare e leggermente dilatato all'apice. Lunghezza degli stami: 2 – 5 mm.
- Gineceo: i carpelli sono numerosi, liberi e monospermi. L'ovario è supero e compresso.
- Fioritura: da maggio a luglio.

### Frutti

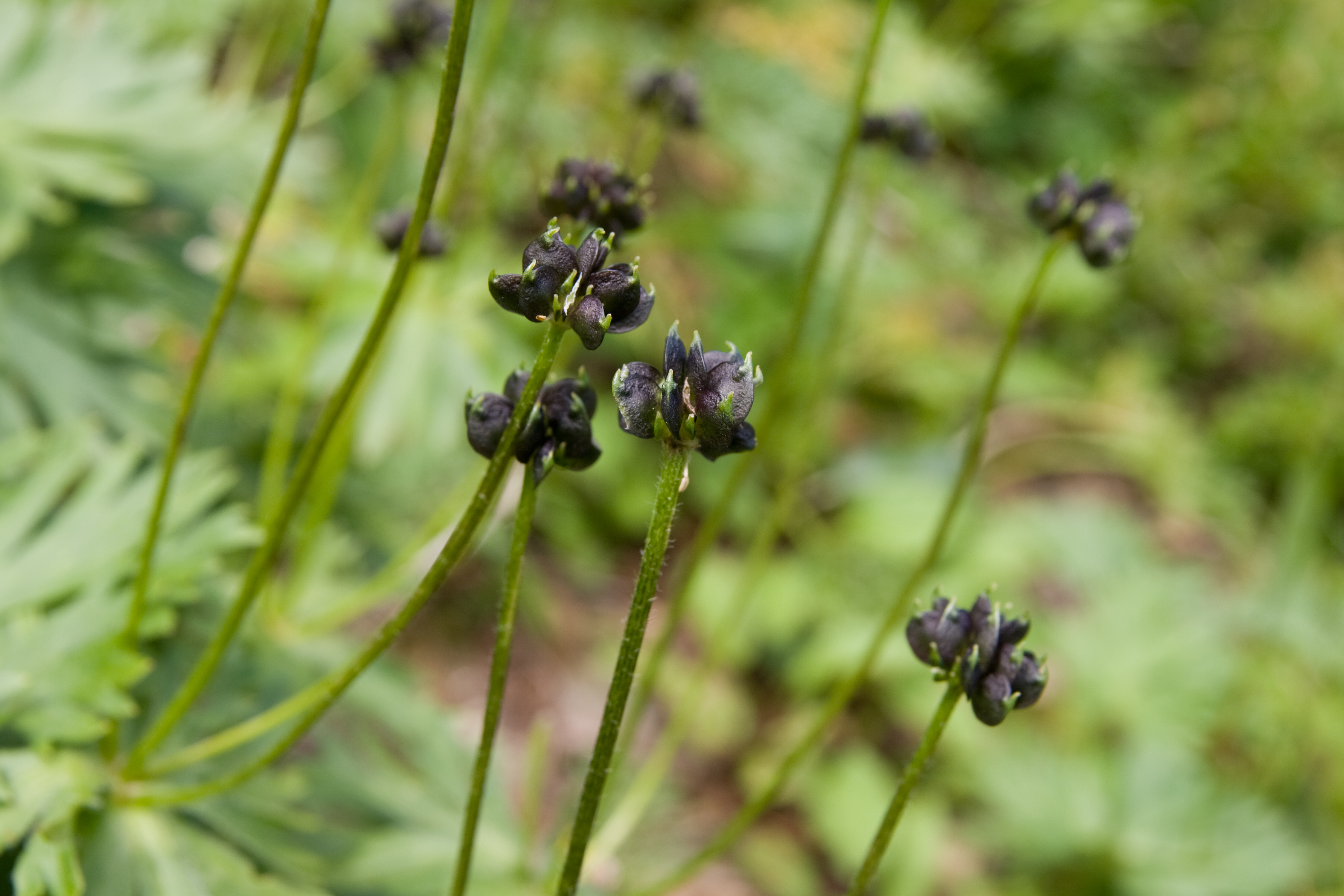
I frutti

Il frutto è una testa pedicellata di acheni glabri a forma più o meno sferica. La forma degli acheni va da ellissoide a ovata. Ogni achenio è alato e sormontato da un breve becco debolmente ricurvo. Lunghezza del pedicello della testa: 5 – 14 cm. Dimensione dell'achenio: larghezza 4 – 6 mm; lunghezza 5 – 9 mm. Lunghezza del becco: 0,8 – 1,5 mm.

## Riproduzione
La riproduzione di questa pianta avviene per via sessuata grazie all'impollinazione degli insetti pronubi (impollinazione entomogama).

## Distribuzione e habitat

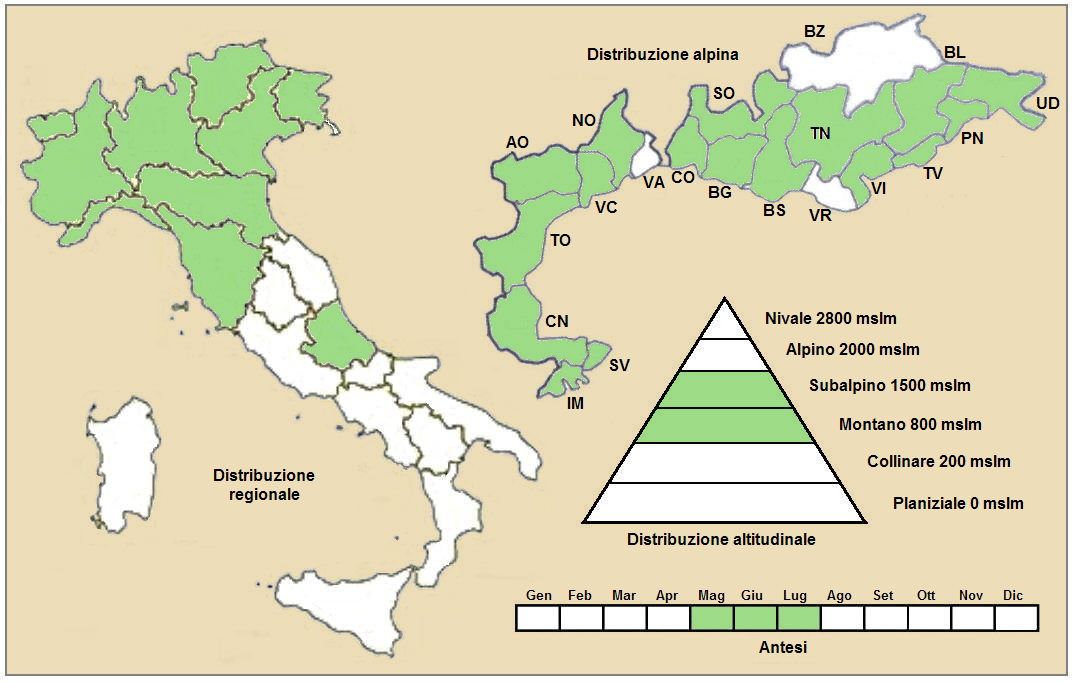
Distribuzione della pianta

- Geoelemento: il tipo corologico (area di origine) è Artico-Alpino (Circumboreale) ma anche più in generale Eurasiatico / Nord Americano.
- Distribuzione: è presente in gran parte dell'America Settentrionale, dell'Europa (sui seguenti rilievi altre alle Alpi: Vosgi, Massiccio del Giura, Pirenei, Alpi Dinariche, Monti Balcani e Carpazi), e dell'Asia centro-settentrionale.  In Italia è piuttosto comune sulle Alpi (escluse le provincie di VA, BZ, VR), più raro nell'Appennino Tosco-Emiliano e in quello Abruzzese.
- Habitat: questo fiore vive nei pascoli di pendio (praterie rase alpine e subalpine). Il substrato preferito è calcareo con pH basico-neutro, medi valori nutrizionali del terreno che deve rimanere mediamente umido.
- Distribuzione altitudinale: sui rilievi queste piante si possono trovare dai 600 fino a 2500 m s.l.m.; frequentano quindi i seguenti piani vegetazionali: montano e subalpino.

### Fitosociologia
Dal punto di vista fitosociologico la specie di questa voce appartiene alla seguente comunità vegetale:
Formazione: delle comunità delle praterie rase dei piani subalpino e alpino con dominanza di emicriptofite
Classe: Elyno Seslerietea variae

## Tassonomia
Il genere Anemone comprende diverse decine di specie una dozzina delle quali sono proprie della flora spontanea italiana. Il genere storicamente veniva diviso in tre sezioni:
- Pulsatilla: fiori con stami privi di antere e non trasformati in nettarii; frutti acheni terminati in una lunga coda piumata.
- Euanemona: fiori con stami provvisti di antere; frutti acheni terminanti con un breve stilo; involucri bratteali distanziati dal fiore.
- Hepatica: fiori con brattee involucrali vicinissime alla corolla in modo da essere confuse con il calice.

Attualmente la prima e l'ultima sezione formano dei generi distinti; mentre è la sezione centrale che ora descrive gli anemoni veri e propri; quindi l'Anemone narcissiflora appartiene al gruppo centrale.
Il numero cromosomico di A. narcissiflora è: 2n = 14.
Alcune flore considerano illegittimo il nome A. narcissiflora e utilizzano l'altro nome (sempre attribuito da Linneo): A. narcissifolia.

### Variabilità

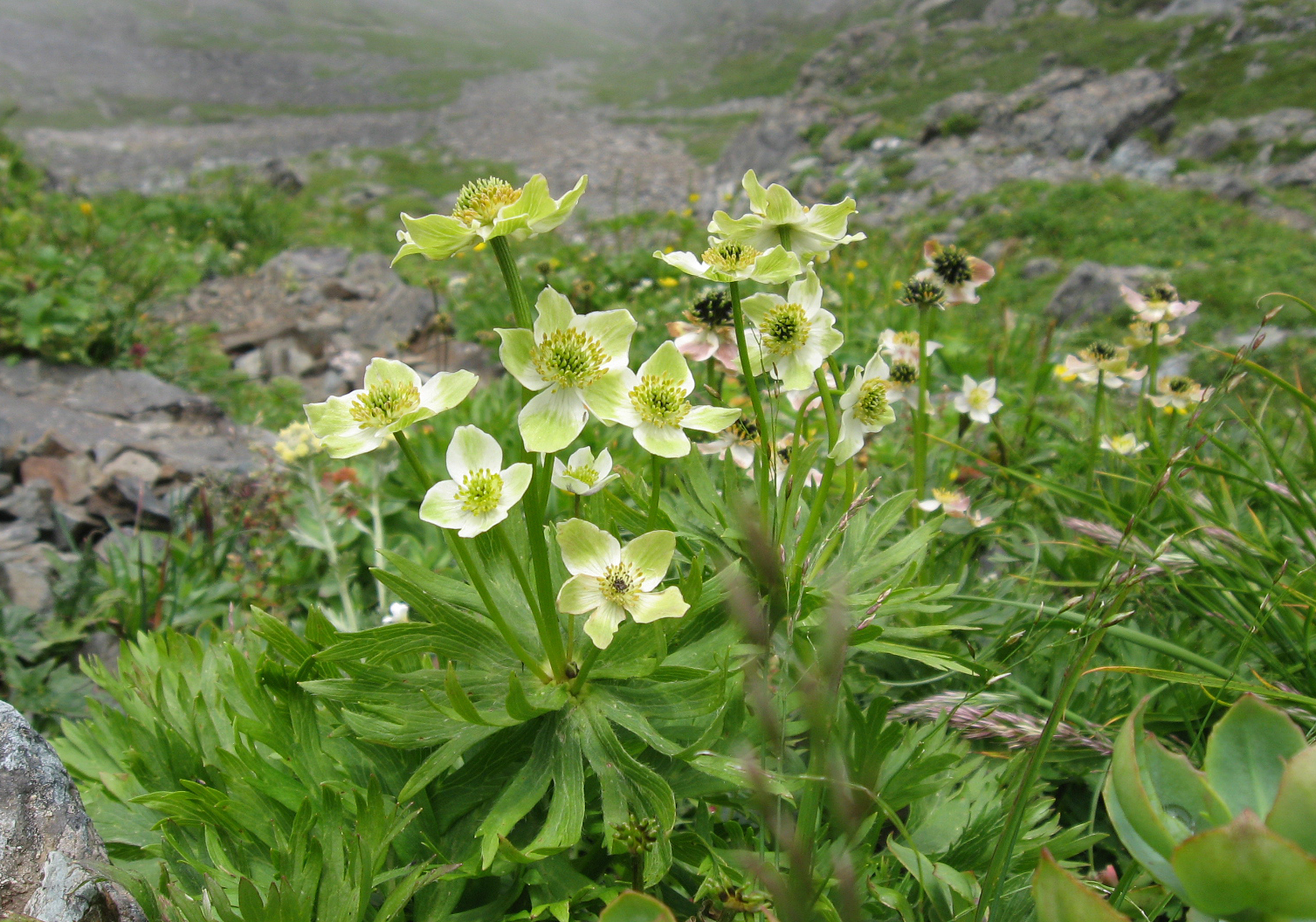
Varietà fo. viridis

Questa specie si presenta circa con una dozzina di varietà (nessuna presente in Italia) più altre non riconosciute da tutti i botanici; infatti la morfologia è molto variabile e la tassonomia delle sottospecie di questo fiore è particolarmente controversa. Queste varietà sono presenti soprattutto nell'America del Nord (Alaska). I caratteri più variabili possono essere riassunti nei seguenti punti:
- forma dei lobi delle brattee involucrali:
- lunghezza del picciolo delle foglie basali;
- numero degli stami;
- numero dei fiori dell'infiorescenza;
- colore dei petali (anche giallo oltre ai colori indicati sopra) e con venature diverse o assenti del tutto.

Nell'elenco che segue sono indicate alcune di queste varietà (l'elenco può non essere completo e alcuni nominativi sono considerati da altri autori dei sinonimi della specie principale o anche di altre specie):
Elenco varietà di Anemonastrum narcissiflorum
Sottospecie:
Anemone narcissiflora subsp. alaskana Hultén (1944)
Anemone narcissiflora subsp. biarmiensis (Juz.) Jalas (1988)
Anemone narcissiflora subsp. calva (Juz.) Á. Löve (1975)
Anemone narcissiflora subsp. chinensis (Kitag.) Kitag. (1939)
Anemone narcissiflora subsp. chrysantha (C.A. Mey. ex N. Busch) Ulbr. (1906)
Anemone narcissiflora subsp. crinita (Juz.) Kitag. (1939) - Distribuzione: Asia (Cina)
Anemone narcissiflora subsp. europaea Pawl.
Anemone narcissiflora subsp. fasciculata (L.) Ziman & Fedor. (1997)
Anemone narcissiflora subsp. interior Hultén (1944)
Anemone narcissiflora subsp. nipponica (Tamura) Kadota (2006)
Anemone narcissiflora subsp. protracta (Ulbr.) Ziman & Fedoronczuk (1997) - Distribuzione: Asia (Cina)
Anemone narcissiflora subsp. sachalinensis Ziman & Fedor. (1997)
Anemone narcissiflora subsp. sibirica (L.) Hultén (1944)
Anemone narcissiflora subsp. typica (L.) Ulbr. (1906)
Anemone narcissiflora subsp. villosissima (DC.) Hultén (1944) -  Distribuzione: Alaska
Anemone narcissiflora subsp. willdenowii (Boiss.) Greuter & Burdet (1989)
Anemone narcissiflora subsp. zephyra (A. Nelson) Á. Löve, D. Löve & B.M. Kapoor (1971) -  Distribuzione: Colorado e Wyoming
Varietà:
Anemone narcissiflora var. alaschanica Schipcz.	(1912)
Anemone narcissiflora var. brevipedunculata Tamura
Anemone narcissiflora var. caucasica Schipcz (1912)
Anemone narcissiflora var. contracta (Ulbrich) Schipcz.
Anemone narcissiflora var. crimea Ziman & al (2005)
Anemone narcissiflora var. demissa (Hook. f. & Thomson) Finet & Gagnep. (1904)
Anemone narcissiflora var. elata C.A. Mey. (1849)
Anemone narcissiflora var. floribusaureis C.A. Mey. (1831)
Anemone narcissiflora var. frigida DC. (1817)
Anemone narcissiflora var. japonomonantha Tamura (1958)
Anemone narcissiflora var. laxa (Ulbr.) Schipcz.	(1912)
Anemone narcissiflora var. lineariloba Regel & Radde (1884)
Anemone narcissiflora var. linneana (L.) Schipcz. (1912)
Anemone narcissiflora var. monantha DC. (1824) -  Distribuzione: Alaska e Yukon orientali e occidentali (Canada del Nord)
Anemone narcissiflora var. pedicellaris DC. (1817)
Anemone narcissiflora var. pekinensis Schipcz. (1912)
Anemone narcissiflora var. pienina Zapal. (1908)
Anemone narcissiflora var. podolica Zapal. (1908)
Anemone narcissiflora var. polyanthes (D. Don) Jancz. (1892)
Anemone narcissiflora var. sachalinensis Miyabe & Miyake
Anemone narcissiflora var. shikokiana Makino (1902)
Anemone narcissiflora var. speciosa (Adam ex G. Pritz.) Ziman & Fedor. (1997)
Anemone narcissiflora var. subuniflora C.A. Mey. (1849)
Anemone narcissiflora var. turkestanica Schipcz. (1912)
Anemone narcissiflora var. uniflora Eastw. (1902)
Anemone narcissiflora var. uralensis Schipcz. (1912)
Anemone narcissiflora var. willdenowii Boiss.
Anemone narcissiflora var. yuldussica Schipcz.
Anemone narcissiflora var. zawratensis Zapal. (1908)
Formato:
Anemone narcissiflora fo. glabrescens Kurtz (1894)
Anemone narcissiflora fo. viridis

### Sinonimi
Questa entità ha avuto nel tempo diverse nomenclature. L'elenco che segue indica alcuni tra i sinonimi più frequenti:
- Anemone narcissiflora L.
- Anemone fasciculata L.
- Anemone laxa (Ulbr.) Juz.
- Anemone biarmiensis Juz.
- Anemone sibirica L.  - Sinonimo di Anemone narcissiflora subsp. sibirica

### Specie simili
Altre due specie di piante appartenenti alla tribù Anemoneae possono essere confuse con l'anemone a fiori di Narciso:
- Anemonoides sylvestris L. - Anemone silvestre: è più raro (si trova nel Piemonte, al confine con la Slovenia e forse nella zona di Bassano); si differenzia in quanto l'infiorescenza è monoflora.
- Anemonoides baldensis L. - Anemone del Monte Baldo: si trova, ma raramente, nelle Alpi; è più basso della specie di questa voce e ogni scapo ha un unico fiore.

## Usi

### Cucina
In alcune zone si usano le foglie e le radici per scopi alimentari; in realtà se ne sconsiglia l'uso in quanto piante abbastanza tossiche come tutte le Ranunculacee in genere.

### Giardinaggio
L'impiego maggiore (e anche unico) di queste piante è nel giardinaggio per formare aiuole o bordure nella costruzione di giardini rocciosi o alpini. Prediligono suoli ben drenati con terriccio ricco di sabbia e posti in semi-ombra. È una pianta avida di sostanze nutritizie, inibendo la crescita delle piante vicine, in particolare dei legumi.